# Echo (Oregon)
Echo és una població dels Estats Units a l'estat d'Oregon. Segons el cens del 2000 tenia 650 habitants.

## Demografia
Segons el cens del 2000, Echo tenia 650 habitants, 240 habitatges, i 168 famílies. La densitat de població era de 418,3 habitants per km².
Dels 240 habitatges en un 36,7% hi vivien nens de menys de 18 anys, en un 51,7% hi vivien parelles casades, en un 12,9% dones solteres, i en un 30% no eren unitats familiars. En el 22,9% dels habitatges hi vivien persones soles el 8,8% de les quals corresponia a persones de 65 anys o més que vivien soles. El nombre mitjà de persones vivint en cada habitatge era de 2,68 i el nombre mitjà de persones que vivien en cada família era de 3,18.
Per edats la població es repartia de la següent manera: un 29,1% tenia menys de 18 anys, un 9,5% entre 18 i 24, un 26,2% entre 25 i 44, un 22,8% de 45 a 60 i un 12,5% 65 anys o més.
L'edat mediana era de 35 anys. Per cada 100 dones de 18 o més anys hi havia 91,3 homes.
La renda mediana per habitatge era de 34.464$ i la renda mediana per família de 35.833$. Els homes tenien una renda mediana de 31.125$ mentre que les dones 20.250$. La renda per capita de la població era de 15.879$. Aproximadament el 8,9% de les famílies i el 15,4% de la població estaven per davall del llindar de pobresa.

## Poblacions més properes
El següent diagrama mostra les poblacions més properes.